# Comuna Farcașa, Neamț
Farcașa este o comună în județul Neamț, Moldova, România, formată din satele Bușmei, Farcașa (reședința), Frumosu, Popești și Stejaru.

## Așezare
Comuna se află în nord-vestul județului, pe malurile Bistriței, acolo unde primește apele afluenților Fărcașa și Stejaru, între Munții Bistriței și Munții Stânișoarei. Este străbătută de șoseaua națională DN17B, care leagă Piatra Neamț de Vatra Dornei.

## Demografie
Componența etnică a comunei Farcașa
     Români (92,64%)
     Alte etnii (0%)
     Necunoscută (7,36%)
Componența confesională a comunei Farcașa
     Ortodocși (91,39%)
     Alte religii (1,03%)
     Necunoscută (7,57%)
Conform recensământului efectuat în 2021, populația comunei Farcașa se ridică la 2.812 locuitori, în scădere față de recensământul anterior din 2011, când fuseseră înregistrați 2.866 de locuitori. Majoritatea locuitorilor sunt români (92,64%), iar pentru 7,36% nu se cunoaște apartenența etnică. Din punct de vedere confesional, majoritatea locuitorilor sunt ortodocși (91,39%), iar pentru 7,57% nu se cunoaște apartenența confesională.

## Politică și administrație
Comuna Farcașa este administrată de un primar și un consiliu local compus din 11 consilieri. Primarul, Dumitru-Bogdan Țifui[*], de la Partidul Social Democrat, este în funcție din octombrie 2020. Începând cu alegerile locale din 2024, consiliul local are următoarea componență pe partide politice:
|  | Partid                          | Consilieri | Componența Consiliului | Componența Consiliului | Componența Consiliului | Componența Consiliului | Componența Consiliului | Componența Consiliului | Componența Consiliului |
|  | ------------------------------- | ---------- | ---------------------- | ---------------------- | ---------------------- | ---------------------- | ---------------------- | ---------------------- | ---------------------- |
|  | Partidul Social Democrat        | 7          |                        |                        |                        |                        |                        |                        |                        |
|  | Alianța pentru Unirea Românilor | 2          |                        |                        |                        |                        |                        |                        |                        |
|  | Partidul Național Liberal       | 1          |                        |                        |                        |                        |                        |                        |                        |
|  | Petrescu Dragomir               | 1          |                        |                        |                        |                        |                        |                        |                        |

## Istorie
La sfârșitul secolului al XIX-lea, comuna făcea parte din plasa Muntele a județului Suceava și era formată din satele Fărcașa, Pârâul Pântei, Stejaru și Crăpăturile, având în total 1551 de locuitori. În comună existau o școală rurală mixtă și cinci biserici. Anuarul Socec din 1925 o consemnează în aceeași plasă, având 1954 de locuitori în satele Farcașa, Pârâul Pântei, Popești, Stejaru și Dolia. În 1931, comuna a trecut la județul Neamț, având atunci în compunere satele Busnici, Fărcașa, Frumosu, Pârâul-Pântei, Popești și Stejaru.
În 1950, comuna a devenit parte a raionului Piatra Neamț, și apoi (după 1964) a raionului Târgu Neamț din regiunea Bacău. În 1968, comuna a revenit la județul Neamț, reînființat.

## Monumente istorice

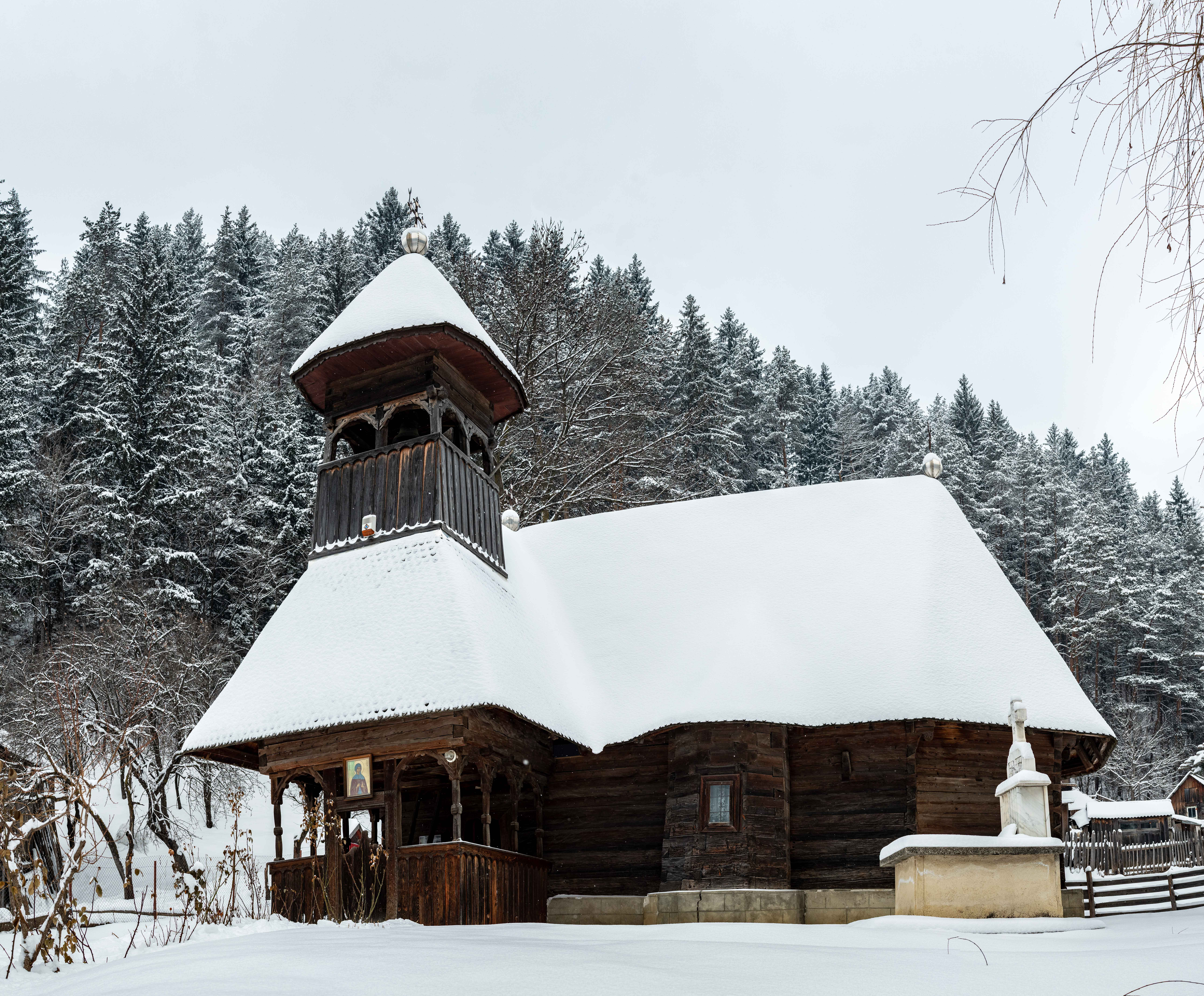
Biserica de lemn „Sfânta Cuvioasa Parascheva” din Farcașa, monument istoric de interes național

În comuna Fărcașa se află biserica de lemn „Cuvioasa Paraschiva” (construită în 1774, cu adăugiri în secolul al XIX-lea), monument istoric de arhitectură de interes național, aflată lângă șoseaua națională, în satul Farcașa. În rest, mai există un singur alt obiectiv inclus în lista monumentelor istorice din județul Neamț ca monument de interes local, fiind clasificat to ca monument de arhitectură: ansamblul de case de lemn din secolele al XVIII-lea–al XIX-lea din satul Popești.